# Anna Witczak
Anna Witczak (née  Woźniakowska le 2 mars 1982 à Kalisz) est une ancienne joueuse de volley-ball polonaise. Elle mesure 1,82 m et jouait au poste de réceptionneuse-attaquante. 

## Clubs
| Club                | De        | À         |
| ------------------- | --------- | --------- |
| SSK Calisia Kalisz  | 1997-1998 | 1997-1998 |
| SMS PZPS Sosnowiec  | 1998-1999 | 2000-2001 |
| SSK Calisia Kalisz  | 2001-2002 | 2008-2009 |
| Muszynianka Muszyna | 2009-2010 | 2009-2010 |
| Gwardia Wrocław     | 2010-2011 | 2011-2012 |

## Palmarès
- Championnat de Pologne
  - Vainqueur : 1998, 2005, 2007.
  - Finaliste : 2004, 2010.
- Coupe de Pologne
  - Vainqueur : 1998, 2007.
  - Finaliste : 2005, 2008, 2010.
- Supercoupe de Pologne
  - Vainqueur : 2007, 2010.